# Benny Paret
Pour les articles homonymes, voir Paret (homonymie).
Benny "Kid" Paret est un boxeur cubain né le 14 mars 1937 à Santa Clara et mort le 3 avril 1962 à New York.

## Carrière
Il devient champion du monde des poids welters le 27 mai 1960 après sa victoire contre l'Américain Don Jordan puis conserve son titre face à Luis Federico Thompson avant d'être mis KO dans la 13e reprise par Emile Griffith le 1er avril 1961. Vainqueur du combat, aux points, la revanche fut organisée le 30 septembre 1961, le Cubain perd la belle le 24 mars 1962 par arrêt de l'arbitre dans le 12e round.
Ce combat est resté tristement célèbre car Paret, plongé dans le coma à la suite des nombreux coups reçus au dernier round, meurt dix jours plus tard de ses blessures. L'arbitre, Ruby Goldstein, fut alors critiqué par la presse pour ne pas avoir stoppé le combat plus tôt et n'a plus arbitré par la suite (Paret, « KO debout » et adossé aux cordes, avait en effet encaissé près d'une vingtaine de coups sans réagir). L'acharnement de Griffith lors de ce combat s'explique par une insulte homophobe (« maricón ») lancée par Benny Paret peu avant le combat, en allusion à la bisexualité d'Emile Griffith.